# Robin Atkin Downes
Robin Atkin Downes (Londres, 6 de septiembre de 1976) es un actor británico, reconocido principalmente por aportar su voz en videojuegos y películas de animación. Ha registrado apariciones en películas como How to Train Your Dragon, Steamboy, The Conjuring 2 y Superman vs. The Elite; en series de televisión como Angel, Babylon 5, Buffy the Vampire Slayer, Regular Show, Star Wars: The Clone Wars, The Avengers: Earth's Mightiest Heroes y ThunderCats; y en videojuegos como Yakuza, Gears of War, Metal Gear, No More Heroes, Ratchet & Clank, Saints Row: The Third, Team Fortress 2, The Elder Scrolls V: Skyrim, The Last of Us, Tomb Raider, Uncharted y X-Men Legends.
Downes nació en Londres y actualmente vive en Los Ángeles. Ha estado casado con la actriz Michael Ann Young desde 2004.